# Vauxhall 14-6
La Vauxhall 14-6, chiamata anche Vauxhall Fourteen-Six o
Vauxhall Model J, è un'autovettura prodotta dalla casa automobilistica britannica Vauxhall Motors dal 1939 al 1948.
Fu la prima autovettura britannica dotata di telaio monoscocca.

## Descrizione
Annunciata all'inizio di ottobre per l'Earls Court Motor Show del 1938, la 14-6 fu offerta come berlina a quattro porte ed era alimentata da un motore sei cilindri in linea monoalbero da 1781 cm³. La velocità massima era di 70 mph e poteva accelerare da 0-50 mph in 18,2 secondi.
Il motore rispetto al modello precedente aveva un rapporto di compressione aumentato da 6,25 a 6,75:1 e una fasatura rivista che ne ha aumentato la potenza a 48 CV a 3800 giri/min. Altre caratteristiche tecniche erano la sospensione anteriore indipendente che utilizzava barre di torsione al posto del precedente sistema Dubonnet, con balestre semiellittiche posteriori, freni idraulici Lockheed e un cambio sincronizzato a tre velocità. L'auto aveva un telaio monoscocca in acciaio che aveva un passo più lungo di 4 pollici (100 mm) e una carreggiata più larga di 1 pollice (25 mm) rispetto all'antenata, il che la rendeva più grande del modello 12-4 annunciato nello stesso periodo. Gli interni presentavano sedili anteriori singoli in pelle e un divano posteriore con bracciolo ribaltabile, un lunotto oscurabile e un tetto apribile scorrevole.
I modelli del dopoguerra si distinguono dai precedenti per delle modifiche apportate al cofano e della griglia del radiatore.
Furono prodotti 45 499 esemplari, di cui 30 511 nel dopoguerra.

## Vauxhall Senior
La Vauxhall 14 J è stata costruita dalla General Motors in Australia senza telaio monoscocca perché troppo complessa da produrre con le attrezzature e gli strumenti disponibili, ma condivideva gran parte dello stile della carrozzeria e della meccanica con l'auto inglese. Il telaio separato dalla carrozzeria ha permesso di produrre altre versioni oltre la berlina, come la coupé e roadster. La versione australiana della Vauxhall 14 utilizzava lo stesso telaio della Bedford JC anch'essa costruita dalla Holden in Australia.
La berlina 14 fu la prima automobile civile prodotta da GMH nel dopoguerra, uscendo dalla catena di montaggio di Fishermans Bend il 21 maggio 1946.